# Charles de Freycinet
Charles Louis de Saulces de Freycinet (14. listopadu 1828 Foix – 14. května 1923 Paříž) byl francouzský politik. V letech 1879–1880, 1882, 1886 a 1890–1892 byl premiérem Francie. Vedle toho zastával řadu dalších vládních funkcí: ministr zahraničních věcí (1879–1880, 1882, 1885–1886), ministr veřejných prací (1877–1879), ministr války (1888–1893, 1898–1899), státní ministr (1915–1916). Sloužil ve dvanácti různých vládních kabinetech. Byl znám jako muž politického kompromisu. Byl představitelem strany Umírnění republikáni (Républicains modérés).

## Život
Narodil se v protestantské rodině a byl synovcem francouzského mořeplavce Louise de Freycineta. Vystudoval na École Polytechnique, poté vstoupil do vládních služeb jako důlní inženýr. V roce 1883 dosáhl hodnosti hornického generálního inspektora. Byl poslán na několik vědeckých cest, mimo jiné i do Británie, kde studoval problematiku ženské a dětské práce v továrnách (vydal na toto téma i knihu pod názvem: Mémoire sur le travail des femmes et des enfants dans les manufactures de l'Angleterre, 1867).
Po založení třetí republiky nabídl své služby Léonu Gambettovi. Byl jmenován prefektem departementu Tarn-et-Garonne. Vedl z této pozice vojenské operace proti Němcům, avšak nepříliš úspěšně.
V roce 1876 byl zvolen do Senátu, jako stoupenec Gambetty. V prosinci 1877 se stal ministrem veřejných prací ve vládě Julese Armanda Dufaura. Schválil velký plán (známý také jako Freycinetův plán) na postupné získání železnic státem a výstavbu nových tratí za tři miliardy franků. Další miliardu poslal na rozvoj říčních kanálů (viz též Freycinetův gabarit). Udržel si svůj post i pod premiérem Williamem Henrym Waddingtonem, kterého vystřídal v prosinci 1879 ve funkci premiéra a ministra zahraničních věcí. Vyhlásil amnestii pro komunardy. Při snaze najít kompromis mezi katolíky a antiklerikalisty ztratil Gambettovu podporu a v září 1880 rezignoval.
V lednu 1882 se opět stal ministerským předsedou a ministrem zahraničí. Neochota francouzského parlamentu připojit se k Británii při bombardování Alexandrie byla umíráčkem francouzského vlivu v Egyptě. Pokusil se alespoň obsadit Suezskou šíji, ale parlament odmítl podpořit i tento krok, načež Freycinet podal demisi.
V dubnu 1885 byl jmenován ministrem zahraničí ve vládě Henriho Brissona a v lednu 1886 se vrátil i do premiérského křesla. Dostal se k moci s ambiciózním programem vnitřních reforem. Avšak navzdory svým nedostižným schopnostem parlamentního taktika nedokázal udržet parlamentní většinu a 3. prosince 1886 musel potřetí kormidlo francouzské politiky pustit z rukou. V následujícím roce kandidoval na prezidenta republiky, ale radikálové, jimž byl odporný jeho pověstný oportunismus, raději podpořili Sadi Carnota.
V dubnu 1888 se stal ministrem války ve vládě Charlese Floqueta. Byl prvním civilistou od roku 1848 v tomto úřadu. Byl vnímán jako mimořádně úspěšný, díky čemuž úřad zastával bez přestávky po dobu pěti let, v několika po sobě jdoucích vládách. Zavedl tříletou povinnou vojenskou službu, zřídil generální štáb, nejvyšší válečnou radu a armádní velitelství. Jeho úspěchy ho v roce 1890 počtvrté katapultovaly do čela kabinetu. Jeho poslední premiérství bylo poznamenáno vášnivými debatami o náboženské otázce. Bylo to právě hlasování o jeho návrhu zákona, jímž se snažil omezit vliv náboženských společností, které způsobilo pád jeho kabinetu. Poté se mu nepodařilo zcela se vyhnout podílu na panamském skandálu a v lednu 1893 kvůli tomu rezignoval na post ministra války. Do této funkce se vrátil v listopadu 1898 díky nabídce premiéra Charlese Dupuye, ale 6. května 1899 na svůj úřad rezignoval.
Přesto z politické scény zcela nezmizel a ještě za první světové války získal méně významný vládní post.